# 아게노르
아게노르(고대 그리스어: Ἀγήνωρ 뜻: 영웅적인, 남자다운[*])는 그리스 신화에서 페니키아의 왕이었다. 그의 아내는 텔레파사였다. 헤로도토스는 《역사》에서 아게노르를 기원전 2000년 이전의 인물로 추정하였다.

## 가계
아게노르의 가계에 대해서는 여러개의 상반된 기록이 존재한다. 일부는 포세이돈과 리비아의 아들로 언급하며, 형제로 벨루스를 언급한다. 다른 문헌에서는 벨루스와 아키로에의 아들로 기록되었다.
아게노르의 아이들에 관해서도 문헌은 차이를 보인다. 에우로파, 카드무스, 킬릭스, 포이닉스, 피네우스, 타수스를 낳았다고 적은 문헌이 다수이며 케페우스와 시로스를 낳았다고 적은 경우도 있다. 아내로는 텔레파사, 아르기오페, 안티오페, 티로가 기록되어 있는데 이들 중 티로는 고대 페니키아의 도시국가 티레에서 이름을 따온 것이다.
아테네의 페레퀴데스에 따르면, 아게노르는 처음에 벨루스의 딸인 담노와 결혼하여 포이닉스와 이사이아, 멜리아, 다나우스를 낳았다고 한다. 멜리아는 아이깁투스와 결혼하였다. 이후 나일강을 의인화한 신 닐루스의 딸인 아르기오페와 결혼하여 카드무스를 낳았다고 한다.

## 신화
제우스는 아게노르의 딸 에우로페가 꽃을 모으는 것을 보고 그와 즉시 사랑에 빠졌다. 제우스는 흰 수소로 변신하여 에우로페를 크레테 섬으로 데려갔다. 그는 그 후 그의 진짜 신분을 드러내고 에우로페는 크레테의 첫 여왕이되었다. 한편 아게노르는 에우로페의 형제 카드무스와 킬릭스를 그녀를 찾게 보내면서 그녀없이는 돌아오지 말라고 하였다. 약간의 이야기에서는 아게노르는 다른 형제도 보냈는데 피네우스 또는 타수스이다.
에우로페는 발견되지 않고 어떤 형제도 돌아오지 않았다. 카드무스는 델포이의 현자에게 자문을 구해서 암소를 만날 때까지 여행할 것을 조언받았다. 그는 이 암소를 따라서 암소가 주저 앉는 곳에 도시를 만들었다. 이 도시가 그리스의 테베가 되었다. 킬릭스는 소아시아에 정착하였다. 그곳은 그의 이름을 따라서 킬리키아로 불렸다.

## 아게노르와 도시의 창건
베르길리우스는 카르타고를 아게노르의 도시라 불렀는데, 이는 카르타고의 시조인 디도가 아게노르의 후손임을 암시한 것이다. 독일 철학자 필립 칼 버트만은 아게노르의 페니키아어 이름은 '츠나스' 또는 '크나'라고 분석했는데, 가나안을 가리키는 것으로 보았다. 더 나아가서 아게노르를 창세기 속 인물인 가나안과 동일하다고 보았다.
아게노르를 시돈의 창건자로 보기도 한다. 이때 아게노르는 페니키아 문자를 도입하였다고 추정된다. 페니키아 문자는 후에 카드무스에 의해 그리스인들에게 전해졌다는 것이다.